# Walter Boucquet
Walter Boucquet (Meulebeke, 11 maggio 1941 – Ingelmunster, 10 febbraio 2018) è stato un ciclista su strada e pistard belga.
Professionista tra il 1964 e il 1970, conta la vittoria di una tappa al Giro d'Italia e di un'edizione del Grand Prix des Nations.

## Carriera
Corse per la Dr. Mann, la Faema-Flandria, la Flandria-Romeo e la Pull Over Centrale. Tra le vittorie da professionista vi sono una tappa al Giro d'Italia 1964 e il Grand Prix des Nations dello stesso anno, oltre ad alcune corse francesi e belghe.

## Palmarès
- 1962

Omloop der Vlaamse Gewesten Indipendenti (Lichtaart > Wetteren)
Kampioenschap van Henegouwen Indipendenti (Tournai > Tournai)
- 1963

3ª tappa Tour du Nord (Arras > Anzin)
- 1964

12ª tappa Giro d'Italia (San Benedetto del Tronto > Roccaraso)
Bruxelles-Ingooigem
Grand Prix des Nations (cronometro)
16ª tappa Volta a Portugal
- 1965

Grand Prix de Belgique (cronometro)
Tielt-Anversa-Tielt
Omloop van West-Brabant
- 1966

2ª tappa, 1ª semitappa Quatre Jours de Dunkerque (Valenciennes > Maubeuge)
Grand Prix de Belgique (cronometro)
Omloop van het Houtland
- 1968

Grote Bankprijs Roeselare
Sint-Martens-Lierde
Classifica generale Tour de l'Oise
Omloop van West-Brabant (Ganshoren)
Omloop van het Houtland
- 1969

3ª tappa Grand Prix du Midi Libre (Valras-Plage > Carcassonne)
- 1970

Bruxelles-Meulebeke

### Altri successi
- 1963

Kermesse di Lessines
Criterium di Zingem
Beveren-Leie
- 1964

Criterium di Nederbrakel
Criterium di Beervelde
Fléche Flamande du Sud
- 1965

Criterium di Deerlijk
Criterium di Courtrai
Criterium di Zeebrugge
- 1966

Criterium di Burst
Criterium di Boezinge
- 1967

Criterium di Oudenaarde
Criterium di Houthulst
- 1968

Criterium di Deerlijk
Criterium di Oostnieuwkerke
Criterium di Izenberge
- 1969

Criterium di Steenhuffel
Criterium di Kachtem

## Piazzamenti

### Grandi Giri
- Giro d'Italia

1964: 55º
1965: ritirato
- Tour de France

1964: ritirato (5ª tappa)
1965: 21º
1966: 70º
- Vuelta a España

1969: 41º
1970: 53º

### Classiche monumento
- Milano-Sanremo

1964: 67º
1967: 69º
1969: 98º
1970: 92º
- Parigi-Roubaix

1963: 49º
1968: 22º